# 北郡
- 令制国一覧 > 東山道 > 陸奥国 > 北郡
- 日本 > 東北地方 > 青森県 > 北郡

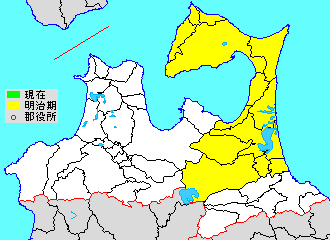
青森県北郡の範囲

北郡（きたぐん）は、青森県（陸奥国）にあった郡。

## 郡域
現在の十和田市・三沢市・むつ市・上北郡・下北郡にあたるが、行政区画として画定されたものではない。
分割以前の陸奥国内では津軽郡・閉伊郡に次ぐ広大な面積を有した。

## 歴史
古くは糠部郡の一部であった。中世以降南部氏領となる。初見は寛永11年（1634年）の徳川家光判物。

### 近代以降の沿革
所属町村の変遷は下北郡#郡発足までの沿革、上北郡#郡発足までの沿革をそれぞれ参照
- 「旧高旧領取調帳」に記載されている明治初年時点での支配は以下の通り。（83村）
  - 後の下北郡（34村） - 盛岡藩[1]
  - 後の上北郡（49村） - 盛岡藩[1]、七戸藩
- 明治元年
  - 12月7日（1869年1月19日） - 盛岡藩が戊辰戦争後の処分により減封。郡内の領地が弘前藩取締地となる。
- 明治2年
  - 2月8日（1869年3月20日） - 旧・盛岡藩領が弘前藩の管轄に反対する一揆の発生により黒羽藩取締地に変更となり、北奥県と通称される。
  - 8月7日（1869年9月12日） - 北奥県の名称が正式に九戸県となる。
  - 9月13日（1869年10月17日） - 九戸県が八戸県（第1次）に改称。
  - 9月19日（1869年10月23日） - 八戸県（第1次）が八戸藩との混同を避けるため三戸県に改称。
  - 11月3日（1869年12月5日） - 旧・会津藩が郡内の三戸県の管轄地域に転封されて斗南藩となる。
- 明治4年
  - 7月14日（1871年8月29日） - 廃藩置県により七戸県、斗南県の管轄となる。
  - 11月2日（1871年12月13日） - 第1次府県統合により青森県の管轄となる。
- 1878年（明治11年）10月30日 - 郡区町村編制法の青森県での施行により、北郡うち、田名部村ほか33村（旧・第6大区）の区域をもって下北郡が、七戸村ほか50村（旧・第7大区）の区域をもって上北郡がそれぞれ行政区域として発足。同日北郡消滅。